# Dendropsophus coffeus
Dendropsophus coffeus är en groddjursart som först beskrevs av Köhler, Jungfer och Steffen Reichle 2005.  Dendropsophus coffeus ingår i släktet Dendropsophus och familjen lövgrodor. IUCN kategoriserar arten globalt som livskraftig. Inga underarter finns listade i Catalogue of Life.